# In the Days of Gold
Pour plus de détails, voir Fiche technique et Distribution.
In the Days of Gold est un film muet américain réalisé par Hobart Bosworth et Frank Montgomery et sorti en 1911.

## Fiche technique
- Titre : In the Days of Gold
- Réalisation : Hobart Bosworth, Frank Montgomery
- Scénario : Hobart Bosworth, Frank Montgomery
- Photographie :
- Montage :
- Producteur : William Selig
- Société de production : Selig Polyscope Company
- Société de distribution : Selig Polyscope Company
- Pays de production :  États-Unis
- Langue : film muet avec les intertitres en anglais
- Métrage : 300 mètres
- Format : Noir et blanc — 35 mm — 1,33:1 — Muet
- Genre : Western
- Durée : 10 minutes
- Date de sortie : 
  - États-Unis : 13 novembre 1911

## Distribution
- Hobart Bosworth : Dick Harding
- Betty Harte : Juanita Lopez
- Frank Richardson : Juan Lopez
- Roy Watson : Enrique Lopez
- Anna Dodge : Mother Lopez
- Tom Santschi
- Tom Mix